# Godofredo (série de animação)
Godofredo é uma série de animação brasileira baseada no curta-metragem e livro homônimo criado por Eva Furnari, Sendo produzida pela UM Filmes, a série estreou na TV Cultura, contando com uma temporada de 13 episódios com 5 minutos cada. Em 19 de janeiro de 2018, o desenho estreou na TV Brasil

## Sinopse
O ogro Godofredo não fala, se expressa por grunhidos, é uma pequena criança, ingênua e curiosa tendo primeiras experiências. Vivendo em uma floresta fantástica, sua interação social se dá através de um velho caminhão que sempre deixa cair objetos na floresta.